# Marcel Cerdan Jr
Pour les articles homonymes, voir Cerdan.
Marcel Cerdan Jr, né le 4 décembre 1943 à Casablanca (Maroc) et mort le 24 janvier 2025 à Issy-les-Moulineaux (Hauts-de-Seine), est un boxeur français.

## Biographie
Marcel Cerdan Jr est le fils de Marcel Cerdan et de Marinette Lopez (1925-2011). Il a deux frères :  René (né le 1er avril 1945) et Paul (1er octobre 1949 - 8 avril 2013).
Boxeur professionnel de 1964 à 1972, il s'incline aux points lors de son dernier combat face à Robert Gallois pour le titre de champion de France des poids welters.
En 1983, il est acteur dans le film Édith et Marcel de Claude Lelouch en tenant le rôle de son propre père.
En 2000, il publie une autobiographie intitulée Piaf et moi aux éditions Flammarion  (ISBN 2080679198).
Marcel Cerdan Jr meurt le 24 janvier 2025 à Issy-les-Moulineaux à l'âge de 81 ans.